# Peppino Turco
Giuseppe “Peppino” Turco (* 7. März 1846 in Neapel; † 14. Oktober 1903 ebenda) war ein italienischer Journalist, Lyriker und Textdichter.
Turco schrieb für Zeitungen und Zeitschriften in Neapel und Rom, etwa das satirische Blatt Capitan Fracassa. Berühmt wurde er aber für seine volkstümlichen Liedertexte in neapolitanischem Dialekt. Frucht seiner Zusammenarbeit mit Luigi Denza im Thermalbad von
Castellammare di Stabia im Sommer 1880 war das Lied Funiculì, Funiculà, das den Anstoß für eine Welle international erfolgreicher neapolitanischer Lieder gab. Turco schrieb auch die Texte zu ’O telefono, Uocchie nire, Taranti, tarantella, Capille nire und Vocca ’e rosa.